# Turbo timer
 (juin 2013).
Si vous disposez d'ouvrages ou d'articles de référence ou si vous connaissez des sites web de qualité traitant du thème abordé ici, merci de compléter l'article en donnant les références utiles à sa vérifiabilité et en les liant à la section « Notes et références ».

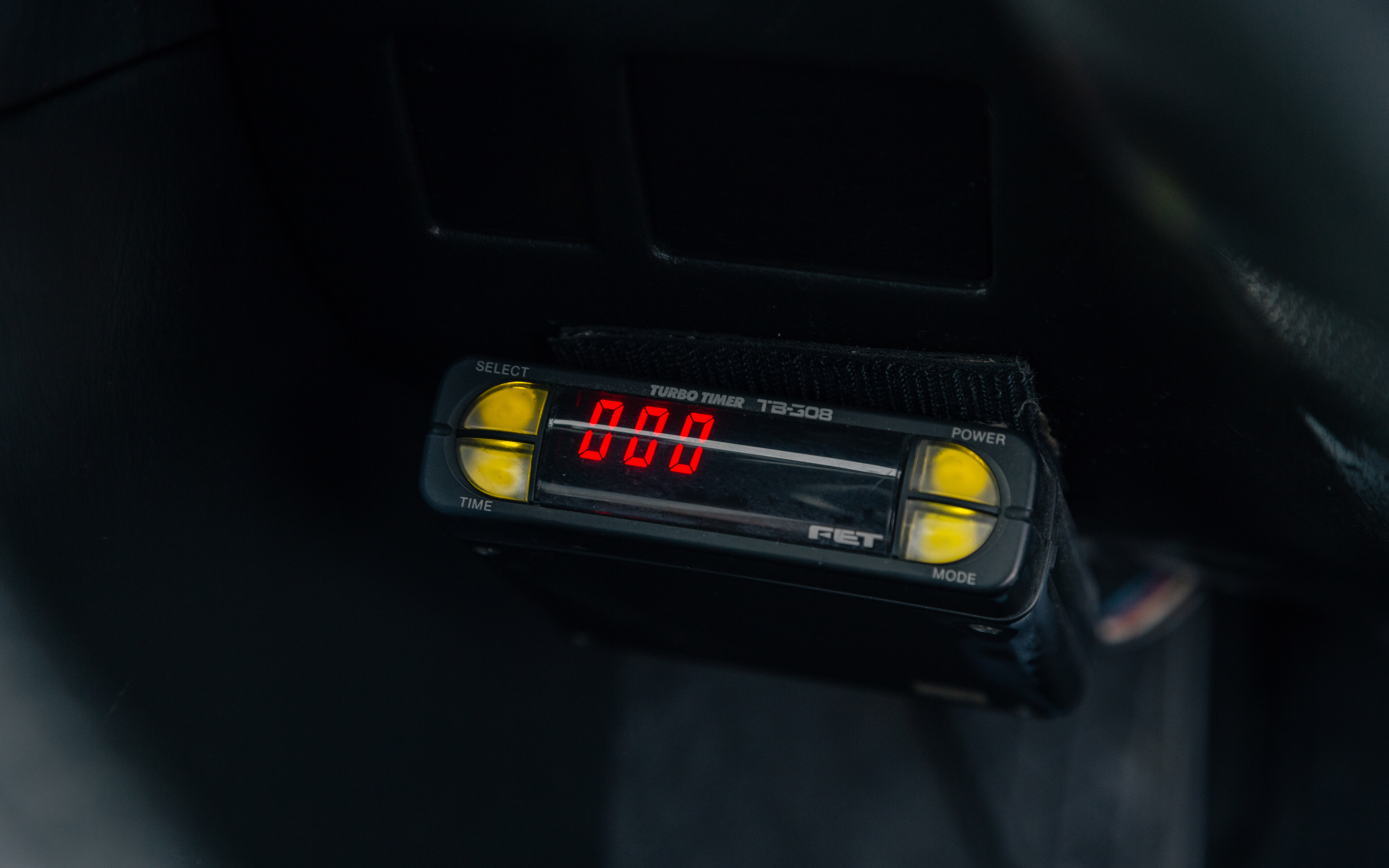
Turbo Timer TB-508 de la compagnie FET.

Un turbo timer est un système conçu pour conserver un moteur en fonctionnement pendant une durée prédéterminée, dans le but d'exécuter de manière automatique et autonome le cycle de refroidissement d'un turbocompresseur, afin de prévenir son usure prématurée et de limiter les risques de casse.

## But et principe de fonctionnement
Après une période de conduite intense, pendant laquelle le turbo aura travaillé de manière importante sur une longue durée, il est très important de laisser tourner le moteur au ralenti pendant un court instant (généralement de 2 à 3 minutes), pendant lequel les étages de compresseur et de turbine pourront refroidir, étant exposés à des gaz d'échappement moins chauds.
En même-temps, l'huile présente dans le circuit de lubrification du moteur peut continuer à circuler correctement à l'intérieur du turbo, ce qui évite que de l'huile immobile, qui serait emprisonnée dans le corps du turbo, ne se retrouve à « cuire » dedans alors que la turbine est toujours en rotation. Lorsque l'huile commence à cuire à-cause d'une exposition prolongée à de trop fortes températures, il se crée un résidu néfaste, composé de corps solides très abrasifs qui va faire perdre à l'huile ses qualités de film lubrifiant.
On parle de « cokéfaction » de l'huile. Cette huile étant souvent la même pour le moteur ET le turbo, à la longue, ces dépôts abrasifs vont produire un jeu excessif entre les diverses pièces du moteur et peuvent induire sa casse ou celle du turbo.
Avec l'évolution des motorisations actuelles, le besoin d'un turbo timer peut être éliminé par le simple fait de s'assurer que la voiture ne produise aucun boost lors de la conduite pendant quelques minutes avant qu'elle soit arrêtée.
La plupart des turbo timers fonctionnent grâce à des systèmes électroniques numériques.
Habituellement, ils peuvent être désactivés par un contacteur externe, souvent celui du frein-à-main, voire un contacteur automatique.